# أرتيوم تريتياكوف
أرتيوم تريتياكوف هو لاعب كرة قدم روسي في مركز الهجوم، ولد في 2 مايو 1994 في أومسك في روسيا. لعب مع نادي تيومين ‏.